# Crocidura zimmermanni
Il toporagno di Creta (Crocidura zimmermanni Wettstein, 1953) è un mammifero appartenente alla famiglia  dei Soricidi, endemica dell'isola di Creta, in Grecia.

## Conservazione
La Lista rossa IUCN classifica Crocidura zimmermanni come specie in pericolo di estinzione (Endangered).
Il suo habitat naturale è costituito dalla macchia mediterranea temperata, e l'animale è minacciato dalla perdita di questo habitat. Vive sugli altopiani montuosi di Creta, dove è stato soppiantato dalle zone di altitudine inferiore dalla crocidura minore (Crocidura suaveolens).
Potrebbe essere un discendente dell'estinto Crocidura kornfeldi, il primo toporagno Crocidura a colonizzare l'Europa, che era distribuito in tutta l'Europa centrale e meridionale durante il Pliocene e il Pleistocene. È rimasto esistente sull'isola, mentre i mammiferi cretesi contemporanei come i topi, gli elefanti nani, otto specie di cervo Candiacervus e la lontra cretese si sono estinti.